# 尼坎德
尼坎德（英語：Nicander），约活动于公元前2世纪前后。古希腊克罗丰的说教诗人之一，他的两首六音步说教诗被完整的保留下来：《毒蛇等咬伤治疗》和《毒与解毒剂》。现存有其他诗篇片段。在中世纪时仍具有一定影响力。